# 坎布基拉
坎布基拉是巴西米纳斯吉拉斯州的一个市镇。总面积246平方公里，总人口12909人，人口密度52.5人/平方公里。